# Machimus asiaticus
Machimus asiaticus är en tvåvingeart som först beskrevs av Becker 1925.  Machimus asiaticus ingår i släktet Machimus och familjen rovflugor.
Artens utbredningsområde är Taiwan. Inga underarter finns listade i Catalogue of Life.